# Donceel
Donceel (in vallone Doncél) è un comune belga di 2 835 abitanti, situato nella provincia vallona di Liegi.